# Metopa stelleri
Metopa stelleri is een vlokreeftensoort uit de familie van de Stenothoidae. De wetenschappelijke naam van de soort is voor het eerst geldig gepubliceerd in 1964 door Clarence Raymond Shoemaker.